# György Ligeti
György Sándor Ligeti (pronunciado /Lígueti/; Dicsőszentmárton, Rumania, 28 de mayo de 1923-Viena, 12 de junio de 2006) fue un compositor húngaro que residió en Austria y luego se naturalizó austríaco, considerado uno de los más grandes compositores del siglo XX.
No solo es conocido en los círculos musicales clásicos, sino también por el gran público, sobre todo gracias a que el director de cine Stanley Kubrick usó sus obras como parte de la banda sonora de varias de sus películas: 2001: Una odisea en el espacio, El resplandor y Eyes Wide Shut. También es conocida su ópera Le Grand Macabre.

## Biografía
Ligeti nació en Dicsőszentmárton (en rumano Diciosânmartin, ahora Târnăveni), en la región de Transilvania (Rumania). Por aquel entonces, Dicsőszentmárton era un pueblo húngaro con una población de judíos. Ligeti contó que su primer contacto con el idioma rumano fue un día en que escuchó una conversación entre policías que hablaban dicho idioma, una experiencia incomprensible para el joven.
Ligeti, sobrino nieto del violinista Leopold Auer, recibió su primera educación musical en Cluj/Kolozsvár, una gran ciudad en el centro de Transilvania.
A partir de 1933, el nazismo comenzó a extenderse por la que era la zona de minoría húngara de Rumania. Así, los judíos empezaron a sufrir una fuerte represión. Por aquella época, Ligeti quería estudiar matemáticas y física en la universidad de Cluj, pero el acceso a los estudios universitarios había sido negado a los judíos. Se inscribió entonces en unos cursos de matemáticas y física que se impartían en una especie de universidad improvisada para judíos. Entre 1941 y 1942, Ligeti descubrió la música de Béla Bartók, lo que le empujó a abandonar sus estudios en matemáticas y a decidirse definitivamente por la carrera musical.
Estudió en el conservatorio con Farkas, desde 1941 hasta 1943. Además, los veranos asistía a clases en Budapest con Pál Kadosa. Tuvo que abandonar sus estudios durante 1944 al ser llamado a filas. Sus padres, su hermano y otros parientes fueron deportados al campo de concentración de Auschwitz; su padre murió en 1945 en el de Bergen-Belsen, su hermano el mismo año en el de Mauthausen. Su madre fue la única superviviente. Probablemente él habría seguido el mismo destino de no haber sido reclutado para planificar trabajos de logística para el ejército húngaro en enero de 1944. Al año siguiente volvió a retomar sus estudios en la Academia de Música de Budapest, donde estudió con Pál Kadosa, Ferenc Farkas, Zoltán Kodály y en la academia Liszt de Budapest con Sándor Veress (quien había sucedido a Bela Bártok en la cátedra de composición), graduándose en 1949. Ligeti consideraba a Sándor Veress como un gran músico injustamente poco reconocido, pues se encontraba en medio de dos generaciones de compositores húngaros de alto renombre (la generación anterior, con Bartók y Kódaly; y la posterior, con Ligeti y Kurtág),
Fue a realizar un trabajo etnomusicológico sobre la música folclórica rumana, pero después de un año regresó a su antigua escuela en Budapest, y fue nombrado profesor de armonía, contrapunto y análisis musical. En aquel tiempo, las comunicaciones entre Hungría y Occidente estaban controladas por el entonces gobierno comunista, y Ligeti tuvo que escuchar en secreto las difusiones radiofónicas para estar al tanto de los progresos musicales en Occidente.
En 1948, en Hungría, se había producido un aislamiento total de Occidente, incluido a nivel cultural. Por lo que toda la Nueva Música de vanguardia estaba vetada en el país. Sin embargo, Ligeti experimentó musicalmente por su cuenta, sin llegar a publicar estas obras. Este es el caso, por ejemplo, de su Musica ricercata, compuesta entre 1951 y 1953. En 1954 se comenzó a producir cierta apertura dentro del totalitarismo y Ligeti pudo producir obras más novedosas que las que había compuesto hasta la fecha, como su Primer cuarteto de cuerdas.
Gracias a la apertura política, por fin pudo acceder libremente a la música de vanguardia occidental. Sin embargo, ese sentimiento de esperanza que se produjo en Ligeti en un primer momento se vio truncado tras la invasión del ejército de la Unión Soviética, producida el 4 de noviembre de 1956.
En diciembre de 1956, dos meses después de que la revolución húngara fuese aplastada por el ejército soviético, viajó a Viena y finalmente tomó la ciudadanía austriaca. Abandonó definitivamente Hungría junto a la que sería su esposa. Se dirigió primeramente a Viena y, desde allí, a Colonia.
Durante su estancia en Colonia tuvo la oportunidad de conocer a un gran número de compositores contemporáneos, gracias a los cuales descubrió dos de sus grandes influencias: el serialismo integral y la música electrónica. Se puso en contacto con varias de las figuras clave de la vanguardia que no eran conocidas en la aislada Hungría de su tiempo. Entre ellas, destacaban los compositores Karlheinz Stockhausen y Gottfried Michael Koenig, quienes por aquel entonces trabajaban en la avanzada música electrónica. Se instaló en casa de Stockhausen durante algunas semanas y este le presentó a Koenig y a Eimert, de quienes también aprendió bastante. Pasaba horas discutiendo con Stockhausen sobre el serialismo, la música electrónica, la música de vanguardia y sobre todo lo que había surgido a partir de la Segunda Escuela de Viena. Ligeti se unió a ese esfuerzo en el mismo estudio que había en Colonia, y se inspiró en los sonidos que creaban en dicho estudio. Sin embargo, produjo poca música electrónica propia, concentrándose más en obras instrumentales que pudieran contener aquellas texturas de sonoridad electrónica. En general, junto con Ligeti, los compositores austríacos más jóvenes también mostraban una actitud altamente crítica con respecto a la rigidez del serialismo y mucha de la música contemporánea.
Durante esta etapa, Ligeti aprendió que, si los sonidos musicales eran reproducidos lo suficientemente rápido, el cerebro humano no llegaba a percibir cada uno de estos sonidos en sí, sino que los percibía en conjunto como un todo, lo cual supuso un avance considerable en su búsqueda de una música estática. De esta forma, para lograr este objetivo, eliminó la sensación de pulso en su música añadiendo líneas melódicas independientes de velocidades diferentes a un gran número de intérpretes.
Por su parte, Ligeti aprendió de Koenig cómo lograr que una melodía comprimida adquiriera la sonoridad propia de un acorde de manera que, aumentando la duración de las notas de esta melodía, finalmente y de forma progresiva, se hicieran audibles. Así, Ligeti aplicó esto a la música instrumental a través de cambios rítmicos similares, lo que posteriormente llamaría “micropolifonía”. Durante ocho años, Ligeti trabajó con esta nueva técnica, hasta culminar finalmente con otra de sus obras más conocidas: Lontano. Su obra Artikulation apenas contenía esta idea de “micropolifonía”, todavía en desarrollo; Apparitions aplicó esta técnica como elemento de transición, de cambio progresivo; Atmosphères, sin embargo, contiene de forma íntegra este fondo que se transforma de manera progresiva.
Desde ese tiempo, la obra de Ligeti empezó a ser más conocida y respetada; se considera que sus mejores obras fueron compuestas en el período entre Apparitions (1958-1959) hasta Lontano (1967), si bien su ópera posterior, Le Grand Macabre (1978) es también muy conocida. En años más recientes, sus tres libros de estudios para piano han adquirido una gran difusión gracias a las grabaciones hechas por Pierre-Laurent Aimard, Volker Banfield, Fredrik Ullén y otros importantes pianistas.
Acudió en 1957 a los Cursos de Verano Internacionales para la Música Nueva en Darmstadt, donde conoció a Pierre Boulez, Luigi Nono y Henri Pousseur. Ejerció allí como profesor a partir de 1959.
Durante la década de los sesenta vivió sobre todo en Viena, pero fue una época llena de continuos viajes.
Coqueteó brevemente con el movimiento artístico Fluxus (por poner un ejemplo, su Poema Sinfónico para 100 metrónomos), pero después, a medida que se adentraba en esta corriente, se dio cuenta de que realmente su concepto de arte era totalmente opuesto al concepto de arte de Cage y otros compositores de Fluxus.
En 1968 algunas obras suyas fueron empleadas —sin su autorización— como parte de la banda sonora de la película futurista 2001: Una odisea del espacio de Stanley Kubrick. Las obras incluidas fueron partes del Réquiem, Lux aeterna y Atmosphères. Ligeti entonces entabló una demanda legal contra ellos, exigiendo daños por el monto de $1 y estableciendo que el asunto en juego no era el dinero, sino el no haber solicitado adecuadamente el permiso. Singularmente, con el éxito extraordinario que obtuvo la película, la música y el nombre de Ligeti se hicieron también muy famosos en el mundo entero. Kubrick volvió a usar música de Ligeti, en El resplandor (1980, la obra Lontano) y en su obra póstuma Eyes Wide Shut (1999, la 2.ª pieza de Musica ricercata). También su música fue usada en la película Fuego contra fuego (1995) de Michael Mann, la secuela de 2001 (con guion de Arthur C. Clarke), 2010 de Peter Hyams y en la cita paródica de 2001 así como en Charlie y la fábrica de chocolate (2005) de Tim Burton.
Ligeti ofreció clases en Darmstadt, Hamburgo, Estocolmo y Stanford. Luego tomó un puesto de enseñanza en la Hamburg Hochschule für Musik und Theater en 1973, retirándose en 1989. A inicios de los años ochenta, sufrió problemas cardíacos, que lo llevaron a ausentarse varios años de la escena musical hasta que reapareció con el Trío para corno (1983). Desde entonces, su producción fue abundante hasta los años noventa. Sin embargo, sus problemas de salud regresaron después del cambio de siglo, y no aparecieron más obras después del ciclo de Canciones Síppal, dobbal, nádihegedüvel (‘Con pipas, tambores, violines’, 2000). Murió en Viena.
Aparte de sus intereses musicales, Ligeti manifestó su interés y hallazgos en la geometría fractal de Benoît Mandelbrot, y en las obras de Lewis Carroll, Maurits Escher, Saul Steinberg, Franz Kafka, Boris Vian, Sándor Weöres, Jorge Luis Borges y Douglas R. Hofstadter.
Ligeti era sobrino nieto del gran violinista Leopold Auer. Estuvo casado con Vera Ligeti, con la que tuvo un hijo, Lukas Ligeti, que también es compositor y percusionista, y vive en Nueva York. Ligeti murió en Viena, el 12 de junio de 2006 después de una aquejante enfermedad que lo mantuvo en silla de ruedas durante los últimos tres años de su vida. Tenía 83 años.
La música de Ligeti ha sido interpretada por todo el mundo. Ni más ni menos que la Sinfónica de San Francisco, la Filarmónica de Nueva York, la Filarmónica de Viena y el InterContemporain Ensemble han sido las encargadas de interpretar algunas de sus obras.

### Personalidad y pensamiento de Ligeti
Ligeti tuvo una personalidad claramente cosmopolita. No se consideraba perteneciente a ningún lugar en concreto, nació en Rumanía, creció en Hungría, era judío, aunque nunca fue demasiado religioso ni tan conocedor de su cultura como para considerarse a sí mismo miembro de la comunidad judía, consiguió la nacionalidad austríaca, hablaba varios idiomas y estuvo viajando durante gran parte de su vida de país en país. Por todo ello Ligeti estaba en contra de cualquier tipo de nacionalismo.[cita requerida]
Las experiencias que vivió durante la Segunda Guerra Mundial fueron sin duda traumáticas para él. Sufrió el constante antisemitismo de la época cuando ni siquiera él mismo se consideraba como judío; además, su padre y su hermano murieron durante la guerra.
Estaba en contra de utilizar el arte como instrumento de cualquier ideología, aunque sí que manifestaba su opinión en relación con obras de otros compositores, alabando, por ejemplo, la obra de Schönberg, “Survivor of Warsaw”.

Esta independencia en su forma de pensar también queda reflejada en su música, pues miraba la Nueva Música desde una perspectiva crítica; no se limitaba a componer bajo una técnica estricta y buscaba siempre su propia voz dentro de esta música contemporánea.

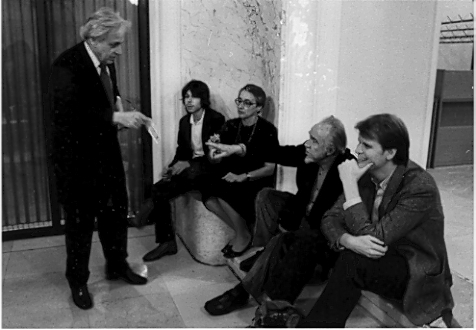
György Ligeti (a la izquierda) en 1982

## La música de Ligeti

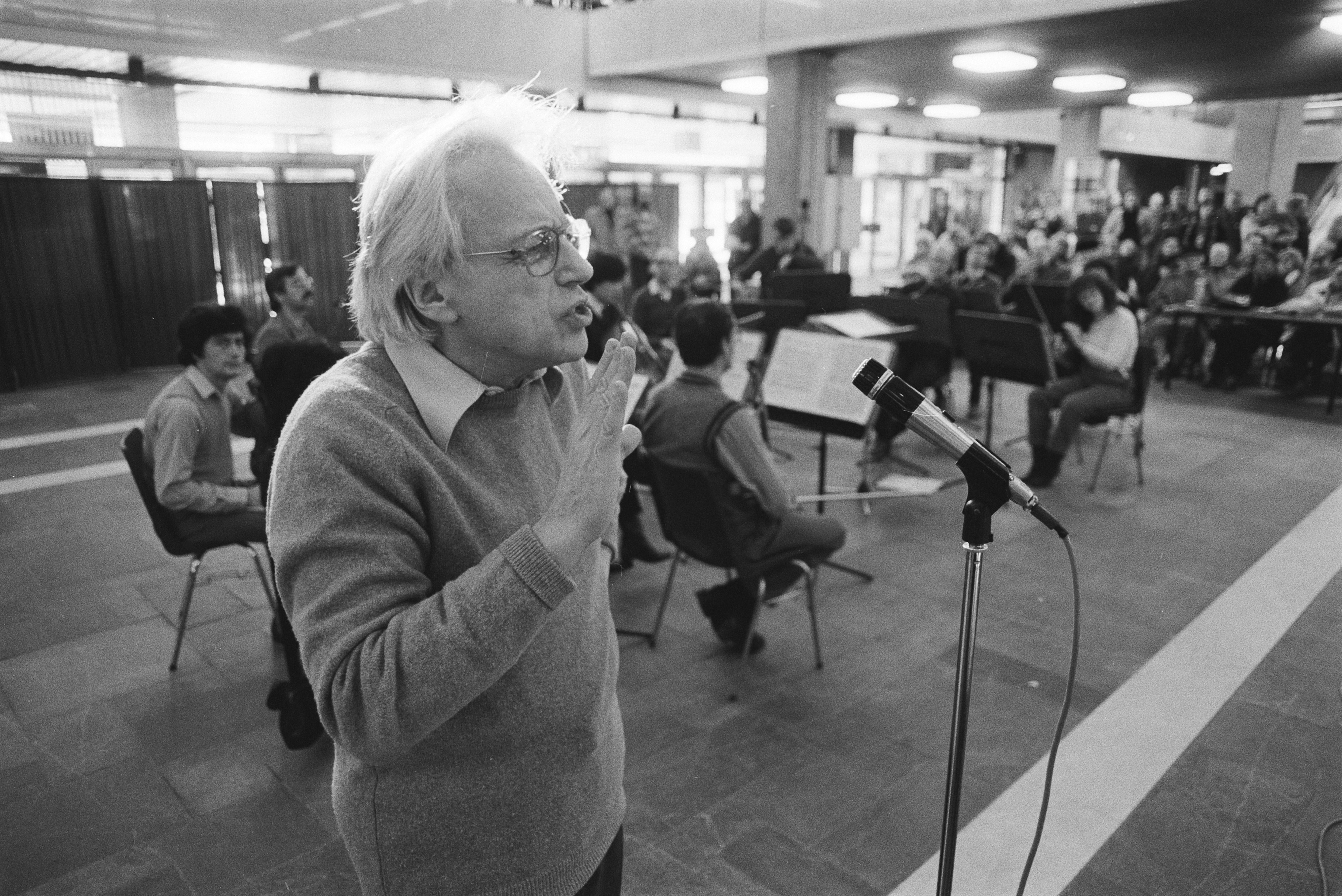
Ligeti, 1984

### Influencias
Entre sus influencias más notorias se destacan la música clásica de occidente, la música folclórica europea, el jazz, el arte visual y varios conceptos extramusicales.[cita requerida]
El compositor que más influyó en la obra de Ligeti fue sin duda Béla Bartók. Un ejemplo claro de la influencia de Bartók sobre Ligeti se encuentra en su obra para piano Música ricercata, donde reconstruye el Mikrokosmos de Bartók a su manera; cada movimiento no se especializa en una dificultad del instrumento, pero persigue una cierta pedagogía del timbre o las posibilidades sonoras.
Siguiendo los pasos de Bartók, Ligeti exploró en profundidad la música folclórica, ya no solo de Hungría, sino también del resto del mundo. Recibió influencias de Hungría, del Transilvania, de Noruega e incluso de Oriente y África. La influencia de la música africana sobre Ligeti se ve sobre todo en sus últimas obras, donde la complejidad rítmica es cada vez mayor. Los ritmos africanos no se basan en una idea métrica, algo en común con Apparitions o Atmosphères (donde pretendía romper con esa idea de tempo y métrica como tales). En cuanto a las artes visuales, fue muy influido por las ilusiones ópticas.

### Evolución de su música
Las primeras obras de Ligeti son una extensión del lenguaje musical de su compatriota Béla Bartók. Por ejemplo, sus piezas para piano Musica ricercata (1951-1953), han sido comparadas con las del Mikrokosmos de Bartók. La colección de Ligeti tiene once piezas en total. La primera (escuchar enlace) usa casi exclusivamente una sola nota, la, oída en distintas octavas. Solo al final de la pieza se puede oír la segunda nota, re. La segunda pieza (empleada en Eyes Wide Shut) emplea tres sonidos diferentes, la tercera cuatro, y así hasta el final, de tal modo que la undécima pieza emplea las doce notas de la escala cromática.
En esta primera etapa de su carrera, Ligeti fue afectado por el régimen comunista de Hungría de aquel tiempo, que imponía la estética del realismo socialista. La décima pieza de Musica ricercata fue prohibida por las autoridades por considerarla "decadente". Esto se debió probablemente al uso muy libre de los intervalos musicales de segunda menor. Dada la audaz dirección que Ligeti pensaba tomar en su producción musical, no sorprende que decidiera abandonar Hungría.
Una vez en Colonia, comenzó a componer música electrónica junto a Karlheinz Stockhausen. Sin embargo, solo produjo tres obras para este medio, en las que se incluyen Glissandi (1957) y Artikulation (1958), antes de regresar a la música instrumental y vocal. Sus composiciones entonces aparecieron subsecuentemente influidas por sus experimentos electrónicos, y muchos de los efectos sonoros que ha creado recuerdan a otras electrónicas. Apparitions (1958-1959) fue la primera obra que le atrajo la atención de la crítica, pero fue su obra siguiente, Atmosphères, la más conocida hoy en día. Fue usada, junto con fragmentos de Lux aeterna y su Réquiem como parte de la banda sonora de 2001: Una odisea del espacio de Stanley Kubrick.
Atmosphères (1961) es para gran orquesta sinfónica. Es considerada una pieza clave en la producción de Ligeti, y contiene muchos de los recursos que exploró por los años 1960. Abandonó virtualmente la melodía, la armonía y el ritmo, para concentrarse exclusivamente en el timbre de los sonidos, una técnica conocida como masa de sonido. Comienza con el que debe ser uno de los clúster más amplios que hayan sido escritos: cada altura de la escala cromática suena en un rango de cinco octavas. La pieza se desarrolla a partir de este acorde masivo pero suave, con texturas siempre cambiantes.
Empezó a desarrollar el concepto de música estática (que emplearía en Atmosphères) en 1950; él buscaba una música sin una melodía reconocible, en la que el oyente no fuera capaz de diferenciar sus diferentes partes, de manera que esta música avanzaría de forma extremadamente gradual y progresiva. Sin embargo, cuando concibió esta idea no consideró ser poseedor de los conocimientos necesarios como para llevarla a la práctica, al menos no en aquel momento. Cuando llegó a Occidente, lo hizo con la intención de seguir explorando y desarrollando esta idea de música estática.
El propio Ligeti afirma que el recuerdo de un sueño de su infancia ejerció una gran influencia en las obras que compuso a finales de los años cincuenta:

En mi niñez temprana soñé una vez que no podía hacerme camino hacia mi cama (que tenía barras y para mí significaba un refugio) porque la habitación entera estaba llena de una tela finamente hilada pero densa y enmarañada [...]. Cada movimiento de un insecto inmovilizado causaba que la red entera comenzara a temblar [...]. Estos eventos periódicos y producidos de repente alteraron de forma gradual la estructura interna de la red, que se hizo más enmarañada [...]. Estas transformaciones eran irreversibles; no podía ocurrir ningún estado anterior Había algo inexpresablemente triste en este proceso: la desesperanza del tiempo transcurrido y del pasado irrecuperable".

Atmosphères se estrenó el 22 de octubre de 1961 en el Donauseschinger Musiktage y alcanzó pronto fama internacional, haciendo sombra incluso a su obra anterior: Apparitions. De hecho, de Apparitions solo existen tres grabaciones, mientras que podemos encontrar Atmosphères en 11 CD diferentes. Antes de su estreno, Ligeti se alarmó al comprobar que Hans Rosbaud, que iba a dirigir su obra, estaba haciendo una interpretación demasiado seccional, no respetando así el concepto de música estática que Ligeti tanto había buscado. Sin embargo, solo fue necesaria una breve conversación para que Rosbaud cambiara su percepción de la obra. Así, el propio Ligeti consideró la primera interpretación realizada de Atmosphères como la mejor que había escuchado. Fue tal el éxito que logró esta obra en su estreno que tuvieron que repetirla de nuevo nada más finalizarla. Ligeti dedicó Atmosphères a la memoria de Matyas Seiber, compositor y gran amigo suyo, que había fallecido en un accidente de coche el año anterior, en 1960.
Las innovaciones técnicas que realizó Ligeti en Atmosphères fueron significativas para sus obras posteriores, pues recurrió a ellas en numerosas ocasiones. Por ejemplo, la superposición de secciones de sonido o el uso de trompetas en un registro muy bajo (empleado también en el Réquiem que escribiría posteriormente). Atmosphères ha intentado ser descifrada y representada en varias ocasiones, como en los diagramas realizados por Erkki Salmenhaara, por un lado, y Auntunes E. Beurmann y Albrecht Schneider, por otro.
Ligeti acuñó el término "micropolifonía" a la técnica compositiva que usó en Atmosphères, Apparitions y otras obras de aquella época. Explicó así la micropolifonía:

La compleja polifonía de las partes individuales está plasmada en un flujo armónico-musical, en el cual las armonías no cambian súbitamente, sino que se mezclan con otras; una combinación interválica claramente reconocible se va haciendo gradualmente borrosa, y en esta nubosidad es posible discernir una nueva combinación interválica tomando forma.[cita requerida]

Gran parte de la música de Ligeti fue usada por el director de cine Stanley Kubrick. En su película de 1968, “2001: Odisea del espacio”, utilizó parte de Atmosphères como introducción de la película. Sin embargo, Ligeti era desconocedor de este asunto y, por ende, se mostró fuertemente indignado (a pesar de su admiración por el filme) ya que habían utilizado su música sin su consentimiento y no había recibido ninguna retribución por ello, por lo que se vio obligado a demandar. Sin embargo, gracias a esta película Ligeti logró una fama mundial todavía mayor.
A partir de los años 70, Ligeti se alejó del cromatismo total y comenzó a concentrarse en el ritmo. Obras como Continuum (1970), Clocks and Clouds (1972-1973) fueron escritas antes de oír la música de Steve Reich y Terry Riley en 1972, si bien la segunda de sus Tres piezas para dos pianos, Autorretrato con Reich y Riley (y Chopin al fondo) conmemoró esta afirmación e influencia. Comenzó a interesarse en los aspectos rítmicos de la música africana, específicamente en la de los pigmeos. A mediados de los años 1970 compuso su primera ópera, Le Grand Macabre, basado en una obra del teatro del absurdo con muchas referencias escatológicas. Su música de los años 1980 y 90 ha seguido dando énfasis a complejos mecanismos rítmicos, sin bien en un idioma menos densamente cromático (tiende a favorecer las tríadas mayores y menores desplazadas y estructuras polimodales). Particularmente significativos son los Études pour piano (Libro I, 1985; Libro II, 1988-1994; Libro III 1995-2001), que muestra diversas influencias como el gamelan, polirritmos africanos, Béla Bartók, Conlon Nancarrow y Bill Evans. Otras obras notables en este estilo incluyen el Trío con Corno (1982), el Concierto para piano (1985-1988), el Concierto para Violín (1992) cuya primera grabación fue hecha por Saschko Gawriloff en violín acompañado por el Ensemble Intercontemporain dirigido por Pierre Boulez, y los Nonsense Madrigals (1993) para sexteto vocal, uno de los cuales musicaliza al alfabeto, mientras que en los restantes musicaliza textos de Lewis Carroll, William Brighty Rands y Heinrich Hoffmann.
La última obra de Ligeti fue el Concierto de Hamburgo para corno y orquesta de cámara (1998-1999, revisado en 2003).
La mayoría de obras de Ligeti son publicadas por Schott y Universal Edition.

## La percepción en la música de Ligeti
Una de las condiciones que marcó profundamente la obra de Ligeti, es su percepción sinestésica de la música, la cual le permitía hacer asociaciones más allá de la música y aplicarlas a sus composiciones:

Mi música no es purista. Está contaminada por una cantidad increíble de asociaciones, ya que pienso mucho de manera sinestésica. Escuchando siempre pienso en formas de colores y distintos sonidos, así que muchos elementos de las artes visuales, de la literatura, aspectos científicos, cosas de la vida cotidiana, aspectos políticos y muchas otras cosas juegan un papel muy importante para mí. No sé si estas asociaciones son solo cosa mía. Podría decir que un nivel mínimo de conocimiento es necesario para escuchar mi música, para evitar una escucha sin tener en cuenta estas asociaciones, simplemente como música pura. No es música programática, pero está cargada de asociaciones.

Tenía un concepto de la música claramente sinestésico, utilizando conceptos como “nubes”, “cristales”, “agua”, “máscaras africanas”, “universo” o “catástrofe” en muchas de sus composiciones. Sin ir más lejos, utilizó esta idea de “nubes” en Atmosphères, concibiéndola como una gran masa de sonido que se mueve y transforma lentamente, como una nube. Además, la dualidad espacio-tiempo estuvo muy presente en toda su música. Su concepción de música estática pretendía causar al oyente la sensación de que el tiempo se congelaba, que la música fluía eternamente, sin principio ni final. Por otro lado, también pretendía evocar una sensación de que en su música existía un espacio; según la intensidad, las dinámicas más o menos fuertes, el registro... se producía una sensación de proximidad o lejanía.

## Lista de obras selectas
- Andante y Allegro, para cuarteto de cuerda (1950)
- Baladi joc, para dos violines (1950)
- Concert românesc, para orquesta (1951)
- Musica ricercata, para piano (1951-1953)
- Seis bagatelas para quinteto de viento (1953)
- Cuarteto de cuerdas nº 1 "Métamorphoses nocturnes" (1953-1954)
- Glissandi, música electrónica (1957)
- Artikulation, música electrónica (1958)
- Apparitions, para orquesta (1958-1959)
- Atmosphères, para orquesta (1961)
- Volumina, para órgano (1961-1962, revisado en 1966)
- Poème Symphonique para 100 metrónomos (1962)
- Requiem, para soprano y mezzosoprano solistas, coro mixto y orquesta (1963-1965)
- Concierto para violonchelo y orquesta (1966)
- Lux Æterna, para 16 voces a capela (1966)
- Lontano, para orquesta (1967)
- Dos estudios para órgano, (1967, 1969)
- Continuum, para clavecín (1968)
- Ramifications, para 12 instrumentos de cuerda solistas (1968-1969)
- Cuarteto de cuerdas nº 2 (1968)
- Diez piezas para quinteto de viento (1968)
- Concierto de cámara para 13 instrumentos (1969-1970)
- Melodien, para orquesta (1971)
- Doble concierto para flauta, oboe y orquesta (1972)
- Clocks and Clouds, para 12 voces femeninas (1973)
- San Francisco Polyphony, para orquesta (1973-1974)
- Le Grand Macabre, ópera (estrenada en 1978)
- Études pour piano, Premier livre (1985)
- Concierto para piano y orquesta (1985-1988)
- Concierto para violín y orquesta (1992)
- Études pour piano, Deuxième livre (1988-1994)
- Concierto de Hamburgo para trompa y orquesta de cámara con 4 trompas naturales obligato (1998-1999, revisado en 2003)
- Síppal, dobbal, nádihegedűvel: Weöres Sándor verseire (2000)
- Études pour piano, Troisième livre (1995-2001)

## Premios
- 1986 - Premio Grawemeyer de Composición, por la obra Etudes for Piano.
- 1991 - Premio Balzan
- 1995 - Premio Schock, otorgado por un comité de la Real Academia Sueca de Música.
- 1995/96 - Premio de la Fundación Wolf de las Artes.
- 2001 - Premio Kioto (Fundación Inamori)
- 2003 - Premio Theodor W. Adorno (Theodor W. Adorno Preis) de la ciudad de Fráncfort del Meno (Alemania).
- 2004 - Polar Music Prize

## Filmografía

### Música de películas
Stanley Kubrick hizo famoso a Ligeti entre el público general con 2001: Odisea del Espacio. También lo usó en otras películas, así como otros directores lo eligieron para la música incidental de diversas obras.
- 1968 – 2001: Odisea del Espacio, (2001: A Space Odyssey) – Director: Stanley Kubrick – Lux Aeterna, Atmosphères, Aventures und Requiem für Sopran, Mezzosopran, zwei gemischte Chöre und Orchester
- 1980 – El resplandor, (The Shining) – Director: Stanley Kubrick – Lontano
- 1984 – 2010 – Odisea dos – Director: Peter Hyams – Lux Aeterna
- 1991 – Merci la vie – Director: Bertrand Blier
- 1995 – Heat – Director: Michael Mann – Concerto für Violoncello und Orchester
- 1999 – Eyes Wide Shut – Director: Stanley Kubrick – No. 2: Mesto, Rigido e Cerimonale aus Musica ricercata
- 2002 – Reflections of Evil – Director: Damon Packard
- 2002 – The Future Is Not What It Used to Be – Director: Mika Taanila
- 2004 – After the Day Before – Director: Attila Janisch
- 2005 – Lemming – Director: Dominik Moll – Continuum: Etüde für Klavier
- 2014 – Godzilla – Director: Gareth Edwards – Requiem para soprano y mezzosoprano solistas, coro mixto y orquesta

### Documentales
- György Ligeti. Dokumentation 1993, 64 Min. Centre Georges Pompidou (en: Video, 629 MB)
- György Ligeti. Wenn die Zahnräder Menschen sind. (Konzert für Klavier und Orchester, 22 Min.), 60 Min. (Inhaltsangabe und Filmskript, pdf-Datei, 12 S.)